# Longwangtang Shuiku
Longwangtang Shuiku (kinesiska: 龙王塘水库) är en reservoar i Kina. Den ligger i provinsen Liaoning, i den nordöstra delen av landet, omkring 370 kilometer sydväst om provinshuvudstaden Shenyang. Longwangtang Shuiku ligger 18 meter över havet. Arean är 0,69 kvadratkilometer. I omgivningarna runt Longwangtang Shuiku växer i huvudsak blandskog. Den sträcker sig 1,4 kilometer i nord-sydlig riktning, och 1,7 kilometer i öst-västlig riktning.
Genomsnittlig årsnederbörd är 785 millimeter. Den regnigaste månaden är juli, med i genomsnitt 322 mm nederbörd, och den torraste är januari, med 9 mm nederbörd.